# Gustafva Een
Gustafva Fredrika Albertina Een, född Schaeij 2 februari 1808 i Stockholm, död 8 juli 1873 i Vadstena, Östergötlands län, var en svensk tecknare.
Hon var dotter till köpmannen Johan Vilhelm Schaeij och Maria Elisabeth Berggren samt från 1833 gift med kyrkoherden Carl Johan Een i Herrestad. Efter makens död 1842 flyttade Een till Vadstena där hon öppnade en flickskola och gav undervisning i bland annat teckning. Sonen Carl Een blev borgmästare i Visby.